# Viện Bảo hiến Việt Nam Cộng hòa
Viện Bảo hiến là cơ quan hiến định hoạt động như một thiết chế bảo vệ Hiến pháp dưới thời Đệ Nhất Cộng hòa. Đây được xem là cơ quan có chức năng gần tương tự như Tòa án Hiến pháp trong các mô hình cộng hòa tổng thống trên thế giới, nhưng trên thực tế, quyền hạn và hoạt động của Viện này lại rất hạn chế. Trụ sở cơ quan này tọa lạc tại số 122-124 đường Công Lý, Sài Gòn.

## Lịch sử
Hiến pháp ngày 26 tháng 10 năm 1956 đã dự trù việc thành lập Viện Bảo hiến nhằm thể chế hóa nền Đệ Nhất Cộng hòa dưới quyền Tổng thống Ngô Đình Diệm. Thiết chế này được quy định theo Điều 85 đến Điều 88 Hiến pháp năm 1956. Tuy nhiên, Hiến pháp chỉ quy định nhiệm vụ và thành phần của Viện; còn cách tổ chức và điều hành cùng thủ tục áp dụng lại do một đạo luật ấn định sau. Ngày 23 tháng 12 năm 1960, Luật số 7/60 ấn định tổ chức và điều hành Viện Bảo hiến mới được ban hành, thực hiện theo Điều 88 Hiến pháp này.
Mặc dù được tổ chức như một cơ quan độc lập trên danh nghĩa, Viện Bảo hiến phụ thuộc rất nhiều vào Tổng thống trong việc bổ nhiệm nhân sự và không có cơ chế vận hành độc lập trong thực tế. Vì vậy, suốt thời gian tồn tại, cơ quan này hầu như không có hoạt động nổi bật nào được ghi nhận công khai, cũng không có án lệ hay tuyên bố hiến định có ảnh hưởng lớn. Sau đảo chính năm 1963 lật đổ nền Đệ Nhất Cộng hòa, Hiến pháp năm 1956 bị bãi bỏ và Viện Bảo hiến bị giải thể theo sắc lệnh của Hội đồng Quân nhân Cách mạng. Thiết chế này không được tái lập trong các bản hiến chương lâm thời sau đó, và cũng không có cơ quan kế nhiệm trực tiếp trong thời Đệ Nhị Cộng hòa.

## Tổ chức
Thành phần Viện Bảo hiến gồm có một Chủ tịch và 8 hội thẩm. Chủ tịch Viện Bảo hiến do Tổng thống chỉ định với sự thỏa hiệp của Quốc hội vào đầu mỗi nhiệm kỳ lập pháp. Tổng thống cũng cử 4 hội thẩm lựa trong các luật gia hay thẩm phán cao cấp. Quốc hội cử 4 hội thẩm lựa trong các dân biểu.  Nhiệm kỳ của Chủ tịch và các hội thẩm Viện Bảo hiến chấm dứt cùng với nhiệm kỳ lập pháp là 3 năm. Nhiệm vụ của Chủ tịch và Hội thẩm Viện Bảo hiến có thể chấm dứt trước khi mãn nhiệm kỳ lập pháp vì lý do sức khỏe, từ chức hay một lý do khác chính đáng. Sự chấm dứt nhiệm vụ này phải do một quyết định của chính Viện Bảo hiến với một đa số đặc biệt trong trường hợp ít nhất là 6 năm.
Chức vụ Chủ tịch và Hội thẩm Viện Bảo hiến không thể kiêm nhiệm với chức vụ có phương hại đến sự độc lập của các vị đó. Ngoại trừ trường hợp phản quốc, xâm phạm an ninh quốc gia hay phạm pháp, hội thẩm Viện Bảo hiến, trong suốt nhiệm kỳ, không bị truy tố, tầm nã, bắt giam hay xét xử, nếu không có sự thỏa thuận của Viện Bảo hiến. Riêng Chủ tịch Viện Bảo hiến được hưởng một đặc quyền tài phán là trong trường hợp can tội phản quốc và các trọng tội, vị này sẽ do Đặc biệt Pháp viện xét xử như Hiến pháp đã dự liệu trong điều 74. Viện Bảo hiến có một phòng Tổng Thư ký đảm do một Tổng Thư ký điều khiển gồm 4 Ban là Ban Pháp chính, Ban Hành chính, Ban Kế toán Ngân sách và Ban Sưu tầm Nghiên cứu. Tổng Thư ký Viện Bảo hiến do Tổng thống bổ nhiệm.

## Nhiệm vụ
Viện Bảo hiến theo Hiến pháp năm 1956 có có nhiệm vụ như sau:
1. Phán quyết về tính cách hợp hiến của các đạo luật, sắc luật và quy tắc hành chính.[5][7]
2. Tham gia ý kiến về các đề nghị sửa đổi Hiến pháp do Ủy ban Quốc hội chuyển đến.[5]

Nói chung theo Điều 87 thì Viện Bảo hiến thụ lý các đơn xin phán quyết về tính cách hợp hiến của các đạo luật, sắc luật và quy tắc hành chính do các tòa án nạp trình. Phán quyết của Viện Bảo hiến có hiệu lực đình chỉ sự thi hành các điều khoản bất hợp hiến kể từ ngày phán quyết ấy được đăng trong công báo.

## Nhận định
Viện Bảo hiến là một nỗ lực nhằm thể chế hóa nguyên tắc pháp quyền trong bối cảnh xây dựng một nền cộng hòa kiểu phương Tây tại miền Nam Việt Nam. Về lý thuyết, thiết chế này mang chức năng bảo vệ Hiến pháp và phân định quyền lực nhà nước theo mô hình tam quyền phân lập. Tuy nhiên, trong thực tiễn, Viện chịu sự chi phối lớn từ Tổng thống, không có cơ chế độc lập vận hành và thiếu vắng hoạt động thực tiễn đáng kể. Do đó, Viện Bảo hiến phần lớn được xem là một thiết chế mang tính hình thức, phục vụ việc hợp pháp hóa quyền lực hơn là thực thi giám sát hiến định một cách độc lập.